# Gordon Hodgson (calciatore 1952)
Gordon Henry Hodgson (Newcastle upon Tyne, 13 ottobre 1952 – Peterborough, aprile 1999) è stato un calciatore inglese, di ruolo centrocampista.

## Carriera
Dopo aver giocato nelle giovanili del Newcastle Utd, club della sua città natale, Hodgson esordisce in prima squadra con i bianconeri (e contestualmente anche tra i professionisti) nella stagione 1971-1972 quando, all'età di 19 anni, gioca una partita nella prima divisione inglese; trova più spazio l'anno seguente, nel quale gioca 6 partite, mentre nella stagione 1973-1974 disputa solamente 2 incontri.
Nell'estate del 1974 scende di categoria, accasandosi al Mansfield Town: i suoi quattro anni di permanenza coincidono con un ottimo periodo nella storia del club, che vince due campionati in tre anni ritrovandosi così a giocare in seconda divisione nella stagione 1977-1978, conclusa la quale Hodgson, autore di 23 reti in 184 partite di campionato giocate con la maglia degli Stags, viene ceduto all'Oxford Utd, con cui trascorre due stagioni in terza divisione totalizzandovi complessivamente 67 presenze e 3 reti. Successivamente viene poi ceduto al Peterborough Utd, con cui tra il 1980 ed il 1982 segna 5 gol in 83 presenze in quarta divisione; si ritira infine nel 1983, all'età di 34 anni, dopo aver giocato anche con i semiprofessionisti del King's Lynn.
In carriera ha totalizzato complessivamente 343 presenze e 31 reti nei campionati della Football League.

## Palmarès

### Club

#### Competizioni nazionali
- Third Division: 1

Mansfield Town: 1976-1977
- Campionato inglese di quarta divisione: 1

Mansfield Town: 1974-1975

#### Competizioni internazionali
- Coppa Anglo-Italiana: 1

Newcastle: 1973